# Mākh
Mākh (persiska: ماخ) är en ort i Iran.   Den ligger i provinsen Östazarbaijan, i den nordvästra delen av landet, 400 km väster om huvudstaden Teheran. Mākh ligger 1 482 meter över havet och antalet invånare är 292.
Terrängen runt Mākh är huvudsakligen kuperad, men den allra närmaste omgivningen är platt. Mākh ligger nere i en dal. Runt Mākh är det ganska glesbefolkat, med 22 invånare per kvadratkilometer. Närmaste större samhälle är Naşīrābād-e Soflá, 11,3 km nordväst om Mākh. Trakten runt Mākh består i huvudsak av gräsmarker.